# Clarence Childs
Clarence Chester Childs, född 24 juli 1883 i Wooster i Ohio, död 16 september 1960 i Washington, D.C., var en amerikansk friidrottare.
Childs blev olympisk bronsmedaljör i släggkastning vid sommarspelen 1912 i Stockholm.